# Golfo de Kuşadası

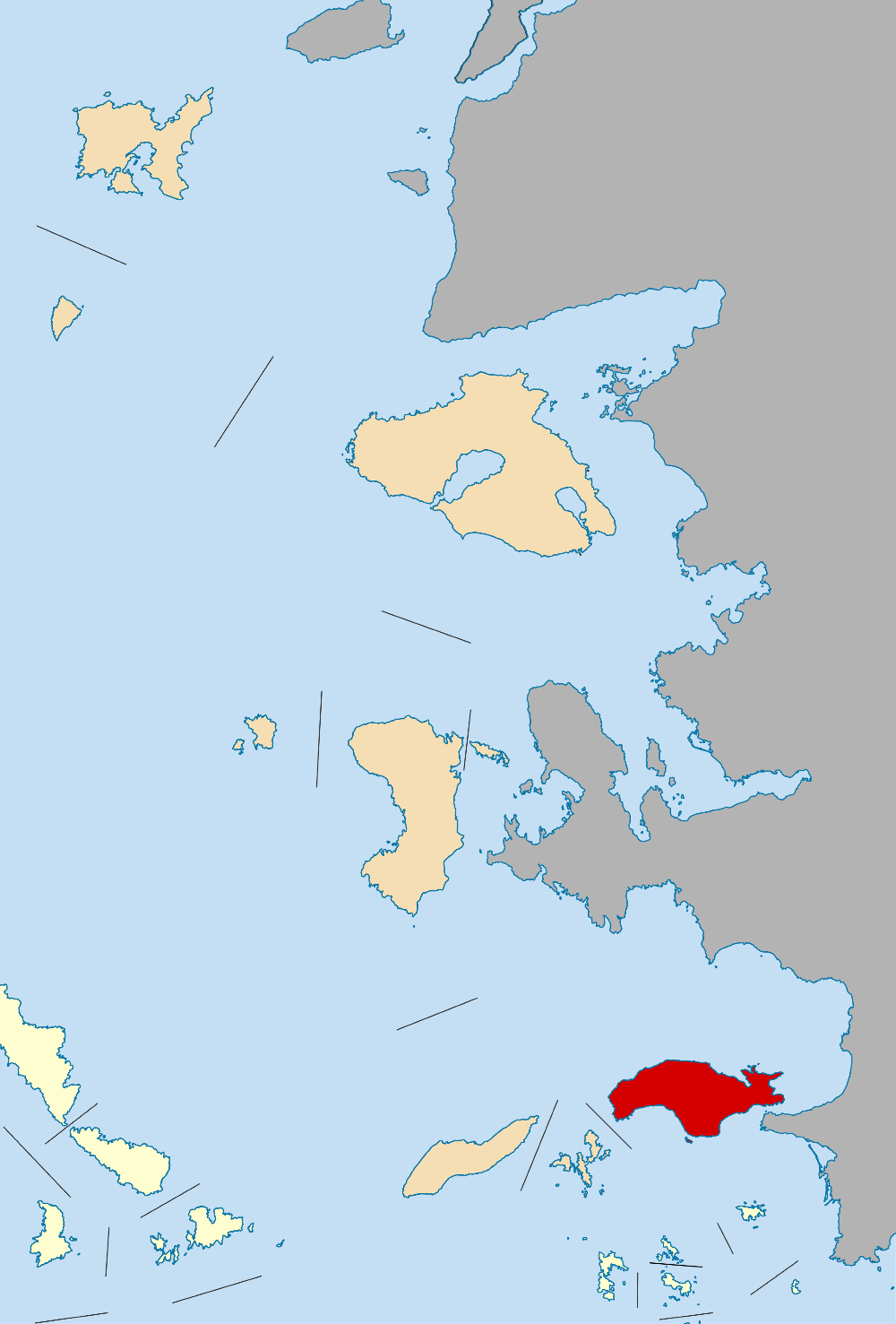
O golfo de Kuşadası fica entre Samos (a vermelho) e a costa turca

O golfo de Kuşadası (em turco:  Kuşadası Körfezi, em grego:  Κόλπος Εφέσου, "Kólpos Efésou") é um golfo do mar Egeu frente à cidade de Kuşadası, na Turquia, e que a separa da ilha grega de Samos.